# أليس بيري
أليس جاكلين بيري (بالإنجليزية: Alice Perry)‏ (24 أكتوبر 1885 - 21 أبريل 1969)، كانت أول امرأة أيرلندية تتخرج من بشهادة جامعية في الهندسة.

## نشأتها وتعليمها
ولدت ماري في ويلبارك، غالواي عام 1889، وكانت إحدى خمس بنات لجيمس ومارثا بيري. كان والدها مسّاح مقاطعة غاواي الغربية، وشارك في تأسيس شركة غالواي للإنارة الكهربائية. عمها جون بيري فقد كان زميل الجمعية الملكية واخترع الجيروسكوب الملاحي.
بعد تخرجها من المدرسة الثانوية في غالواي، حصلت على منحة للدراسة في الجامعة الأيرلندية الملكية عام 1902. ولتفوقها في الرياضيات، غيرّت دراستها من الآداب إلى الهندسة. تخرجت بمرتبة الشرف عام 1906. أكملت شقيقتاها مولي ونيتي الدراسة حتى المستوى الثالث؛ أما أختها آغنيس فقد حصلت على البكالوريوس عام 1903 وعلى الماجستير عام 1905 في الرياضيات من كلية الملكة في غالواي، ثمّ درّست في الكلية عامي 1903 و1904، ثم أصبحت ممتَحِنة في الرياضيات في الجامعة الأيرلندية الملكية عام 1906، وأخيراً أصحبت مساعدة مديرة مدرسة ثانوية في لندن.

## المهنة
بعد تخرجها، قدمت لها منحة دراسية لإكمال دراساتها العليا، لكن وبسبب وفاة والدها في الشهر التالي، لم تأخذ المنحة. Iفي كانون الأول (ديسمبر) 1906، خلفت والدها مؤقتاً في منصب محافظ مقاطعة غالواي. بقيت في هذا المنصب لمدة خمسة  أو ستة أشهر، حتى تم تعيين شخص بشكلٍ دائم. كانت مرشحة غير ناجحة لمنصب دائم، كما لم تنجح في فرصة مماثلة لتصبح مسّاحة في مقاطعة غالواي الشرقية. بقيت أليس المرأة الوحيدة التي عملت مسّاحة (مهندسة مقاطعة) في أيرلندا.
عام 1908، انتقلت إلى لندن مع شقيقاتها، حيث عملت مفتشة مصنع. ومن هناك انتقلت إلى غلاسكو، حيث تحوّلت هناك من المشيخية إلى المسيحية عام 1915. التقت جون (بوب) شو وتزوجت به عام 1916. كان شو جندياً، وتوفي عام 1917 في الجبهة الغربية (الحرب العالمية الأولى).

## ما بعد التقاعد
تقاعدت بيري من منصبها عام 1921 فأصبحت مهتمّة بالشعر، وصدر أول منشوراتها عام 1922. عام 1923، انتقلت إلى بوسطن، مقرالعلوم المسيحية. حتى وفاتها عام 1969، عملت بيري ضمن حركة العلوم المسيحية كمحررة شِعر وممارسة، ونشرت سبعة كتب في الشعر.

## إرثها

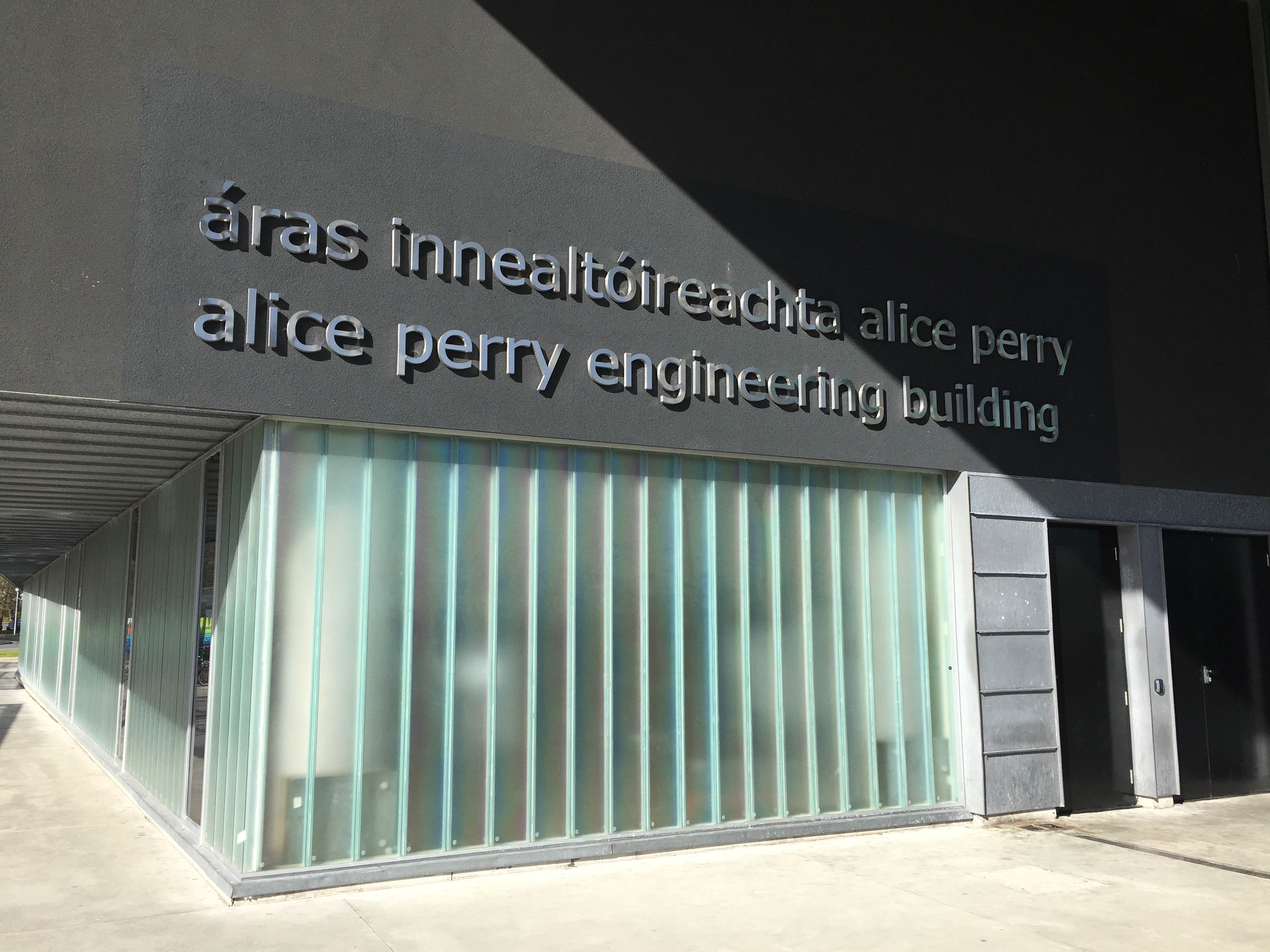
مبنى أليس بيري في جامعة غالواي

سمي وسام «جميع أيرلندا» على اسمها تكريماً لها، وسام أليس بيري، عندما منحت الجوائز الأولى عام 2014.
يوم الإثنين، 6 آذار (مارس) 2017، أقامت جامعة غالواي حفلاً رسمياً بمناسبة تسمية مبنى الهندسة على اسمها

## المنشورات
- ـ : and other poems (c1930)
- The morning meal and other poems (1939)
- Mary in the garden and other poems (1944)
- One thing I know and other poems (c1953)
- Women of Canaan and other poems (1961)